# NGC 6540
NGC 6540 هي مجرة تتبع كوكبة الرامي. اكتشفها ويليام هيرشل في 24 مايو 1784.

## روابط خارجية
- NGC 6540 على موقع ويكي سكاي: DSS2, SDSS, GALEX, IRAS, Hydrogen α, X-Ray, Astrophoto, Sky Map, Articles and images